# Максим Ступін
Максим Ступін (1 січня 2000) — російський плавець.
Учасник Олімпійських Ігор 2020 року, де в попередніх запливах на дистанціях 200 і 400 метрів комплексом посів, відповідно, 29-те і 18-те місця й не потрапив до півфіналів.